# ميليسا فايس
ميليسا فايس (بالإنجليزية: Melissa Weis)‏ هي منافسة ألعاب القوى أمريكية، ولدت في 22 مايو 1971.

## وصلات خارجية
- ميليسا فايس على موقع الاتحاد الدولي لألعاب القوى (الإنجليزية)